# Трёхлапая ворона
Трёхлапая ворона — мифическое существо, встречающееся в мифах Азии и Северной Африки. Обычно в азиатских странах трёхлапая ворона была символом Солнца.

## Древний Египет и Малая Азия
Трёхлапая ворона впервые встречается в монументальной живописи Древнего Египта, ликийских и памфилийских монетах.

## Китай
В китайской мифологии трёхлапая ворона носит имя «саньцзуу» (кит. трад. 三足烏, упр. 三足乌, пиньинь sānzúwū; иер. трад. 三足烏, ютпхин: saam1zuk1wu1, йель: saam1juk1wu1, кант.-рус.: са:мчукву; шанхайский: sae tsoh u) и присутствует во многих мифах; встречается в Шань хай цзин. Самое раннее изображение трёхлапой вороны относится периоду неолита, оно нанесено на керамику культуры Яншао. Саньцзуу входила в число 12 медальонов, которыми украшали одежду древнекитайских императоров.

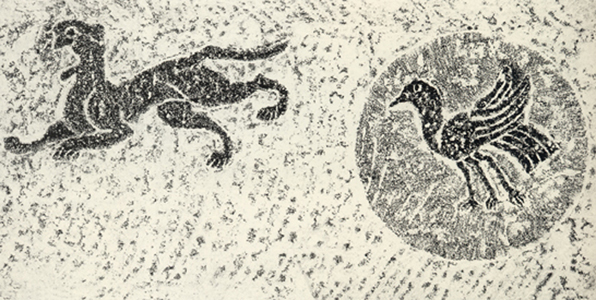
Настенная живопись времён династии Хань, Хэнань.

Самый популярный вариант легенды с трёхлапой вороной описывает ворону янъу (кит. трад. 陽烏, пиньинь yángwū — во́рона-ян; также цзиньу, кит. трад. 金烏, пиньинь jīnwū, золотого ворона). Обычно изображения янъу окрашивали в красный цвет вместо чёрного.
В китайских легендах трёхлапая ворона олицетворяла Солнце, и это отразилось в существующем в современном китайском языке чэнъюе «золотая ворона и нефритовый заяц» (кит. упр. 金乌玉兔, палл. цзинь у юй ту), образно обозначающем Солнце и Луну. Его самое раннее использование отмечено у сунского поэта Янь Шу в стихотворении в жанре цы «Аромат сердцевины осеннего цветка» (кит. упр. 《秋蕊香》).

### Миф о десяти солнцах
Согласно легендам, существовало десять солнечных воронов, поселившихся на десяти солнцах. Они уселись на шелковицу «Фусан» (кит. трад. 扶桑, пиньинь fúsāng, буквально «стелющаяся шелковица») на холме в Солнечной долине. На ветвях той шелковицы было много ртов. Каждый день один из воронов облетал мир в карете, которой управляла богиня Сихэ. Согласно Шань хай цзин, солнечные вороны ели два сорта волшебной травы: «дижи» (кит. трад. 地日, пиньинь dìrì, «земляное солнце»), и «чуньшэн» (кит. трад. 春生, пиньинь chūnshēng, «весенние всходы»). Небесные вороны часто спускались на землю и вкушали травы, но это не нравилось Сихэ, поэтому она закрыла им глаза.
Кроме того, по легенде, около 2170 года до н. э. все десять воронов выехали вместе, и мир загорелся; стрелок Хоу И спас мир, попав в девять воронов, этому событию посвящён Праздник середины осени.

### Другие легенды о трёхлапых воронах
В китайской мифологии феникс обычно изображается двухлапым, но иногда встречаются варианты с дополнительной конечностью.
Си Ванму (верховная богиня) имела в распоряжении нефритовых птиц (кит. трад. 青鳥, пиньинь qīngniǎo), которые приносили ей еду; в религиозном искусстве в правление династии Хань они изображались трёхлапыми. В захоронении Юнтай времён династии Тан нефритовые птицы также изображены трёхлапыми.

## Япония

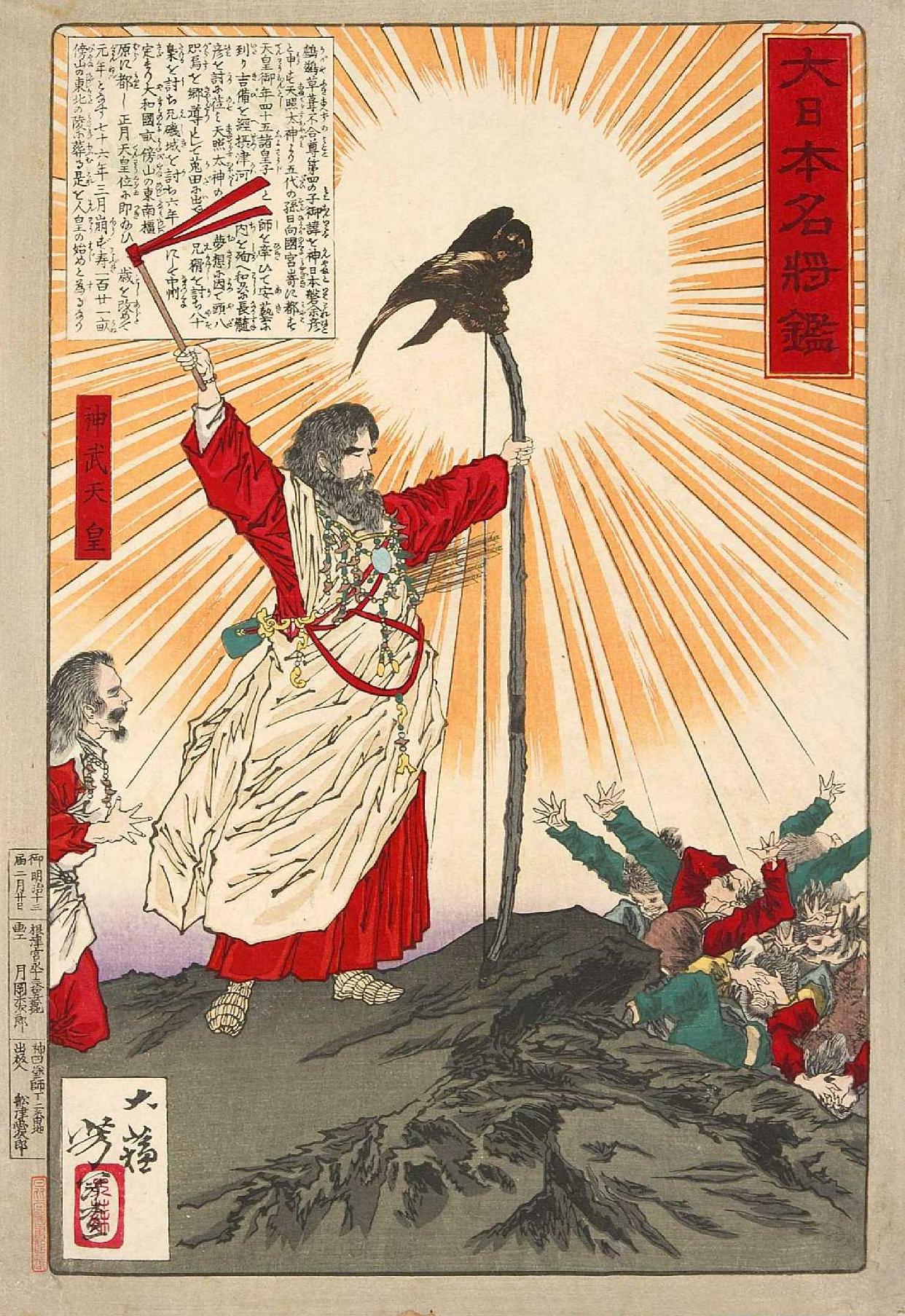
Ятагарасу ведёт императора Дзимму на равнины страны Ямато.

В японской мифологии аналогичный ворон называется ятагарасу (яп. 八咫烏, «ворона на восемь ладоней»; «та» — расстояние от кончика большого до кончика среднего пальца), появление этой птицы является знаком воли Неба.
Хотя ятагарасу упоминается в синтоистских писаниях несколько раз, основная масса изображений находится на ксилогравюрах периода Эдо. Трёхлапую ворону изображали как символ обновления, восстановления после трагедии.
Ятагарасу известен как проводник императора Дзимму из южных земель в Кумано на территорию современной провинции Ямато. Обычно считается, что ятагарасу — воплощение божества Камотакэцунуми-но микото, однако ни в одном из сохранившихся ранних документов этого факта не упоминается. «Карасу тэнгу», тэнгу-ворон, вероятно, является аналогичным семитскому богу Ниншубуру.
Ятагарасу несколько раз упоминается как трёхлапый в Кодзики.
На эмблемах Японской футбольной ассоциации и управляемых ею команд, в частности, национальной сборной, находится изображение ятагарасу.

## Корея

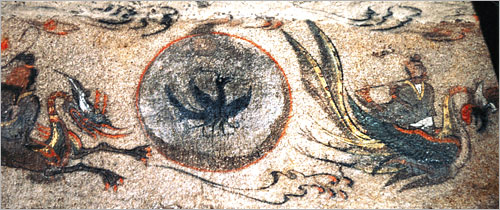
Трёхлапая ворона между драконом и фениксом. Стенная роспись периода Когурё.

В корейской мифологии трёхлапая ворона известна как самджого (кор. 삼족오?, 三足烏?). В царстве Когурё самджого была символом власти, более важным, чем китайский дракон и корейский феникс.
Трёхлапая ворона могла заменить феникса на государственной печати во время её обновления в 2008 году.